# Franc belge
Pour les articles homonymes, voir franc et BEF.
Le franc belge (en néerlandais : Belgische frank, en allemand : Belgischer Franken) (code ISO : BEF, symbole : F, f., FB, Fr) est une unité monétaire de la Belgique, en vigueur de 1832 au 1er janvier 1999, date à laquelle il est devenu une subdivision de l'euro. Les billets de banque et les pièces libellés ont continué de circuler pendant une période de transition jusqu'au 1er mars 2002. Le franc était divisé en 100 centimes.
Le présent article est divisé en deux, une première partie économique et historique et une seconde partie reprenant la description des pièces et billets (voir Pièces de monnaie en franc belge).

## Histoire du franc belge

Le blason de la Belgique

### XIXe siècle
Lors de l'indépendance de la Belgique du Royaume uni des Pays-Bas, le 4 octobre 1830, de nombreuses monnaies étrangères circulaient dans le pays, des francs français, des florins néerlandais, des pièces des anciens Pays-Bas autrichiens ou encore de la monnaie provenant de la Principauté de Liège. Le choix d'une unité monétaire devenait une priorité pour le jeune royaume.
Selon l'article 112 de la Constitution Belge, le Roi a le droit de battre monnaie, en exécution de la loi. Cette loi précise que la monnaie légale repose sur deux principes juridiques. Le premier confie le droit de frapper monnaie au pouvoir exécutif, le second charge le pouvoir législatif de fixer le statut monétaire.
Par la loi monétaire du 5 juin 1832, la Belgique se dota d'une unité monétaire semblable à celle de la France : « cinq grammes d'argent au titre de neuf dixièmes de fin constituent l'unité monétaire au nom de franc ». Le franc était donc défini en poids d'argent.
Joseph-Pierre Braemt (1796-1864) fut désigné graveur général de l'Hôtel des Monnaies de Bruxelles et c'est lui qui réalisa les premières pièces belges en argent en s'inspirant des pièces françaises à l'effigie de Louis-Philippe. Dès 1832 apparaissent ainsi les premières pièces en francs d'argent avec la tête du roi Léopold Ier, ceinte d'une couronne de chêne, et les premières pièces en centimes de cuivre avec le lion belge et la devise nationale, en français, « l'union fait la force ». Les premiers billets de banque sont émis par des banques privées, mais ils restent marginaux.
La loi monétaire du 31 mars 1847 fixa la parité or-argent. Une nouvelle série de pièces en or et en argent, dessinées par Léopold Wiener est frappée à partir de 1848 avec la tête nue (sans couronne) du roi Léopold Ier.
Le ministre des finances Hubert Frère-Orban (1812-1896), par une loi de mai 1850, crée la Banque nationale de Belgique. Une première série de billets de banque (de 20 francs à 1 000 francs) est émise en janvier 1851. L'impression est de faible qualité et tous les billets sont signés à la main par le gouverneur de la Banque nationale. Cependant la circulation des billets de banque va s'intensifier progressivement dans tout le pays et particulièrement au sein du milieu des affaires.
La loi monétaire du 28 décembre 1850 mit fin à la frappe des monnaies en or, ceci dans le but (sic) de juguler la spéculation. Quelques pièces commémoratives en or furent cependant frappées (100 francs 1853 « mariage du Duc de Brabant », 40 francs 1856 « 25e anniversaire de la Belgique »). Le cours légal des pièces étrangères et des anciennes monnaies fut également supprimé.
La loi monétaire du 4 juin 1861 rétablit à nouveau la parité or-argent : « 1 gramme d'or pour 15,5 grammes d'argent ». Des pièces en or (90 %) furent à nouveau émises tandis que l'Hôtel des Monnaies de Bruxelles frappait les premières pièces en cupronickel (20 centimes).

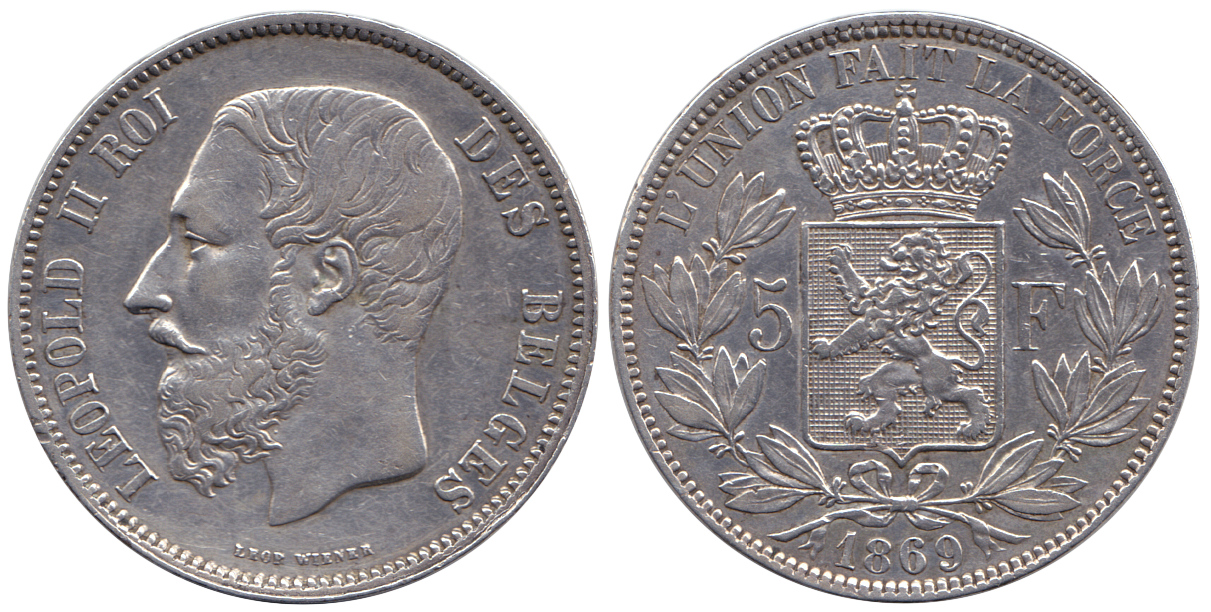
5 francs belges de l'époque de l'Union monétaire latine, 1869

Malheureusement la spéculation sur l'argent réapparait, avec pour conséquence un réajustement de la valeur des monnaies. C'est pourquoi plusieurs pays d'Europe, la France, la Suisse, l'Italie et la Belgique concluent une convention le 23 décembre 1865 en vue de battre leurs monnaies sur un étalon monétaire identique, c'est la naissance de l'Union monétaire latine le 1er août 1866. La Grèce y adhéra en 1868. Les pièces en or et en argent de ces pays avaient une seule et même valeur. La pièce de 5 francs conserva son alliage de 90 % tandis que les valeurs divisionnaires en argent furent frappées avec un titre à 83,5 %.
Les premières pièces et les premiers billets avec les mentions en néerlandais sont imprimés en 1886 et 1887.

### XXe siècle

#### Avant-guerre
Pendant la Première Guerre mondiale (1914-1918), l'émission de billets par la Banque nationale est suspendue par les Allemands. Des émissions privées sont confiées à la Société Générale et le mark allemand devient un moyen de paiement légal. Des pièces en zinc sont frappées de 1915 à 1918. À la fin de la guerre, l'économie belge est en ruine et l'inflation se développe.
Pour améliorer la convertibilité de la monnaie belge par rapport à celle de la France, Henri Jaspar (1870-1939), ministre des finances, créa une deuxième unité monétaire, le belga, d'après les dessins de Devreese et Everaerts. À ce moment le franc a perdu jusqu'à un septième de sa valeur. C'est ainsi qu'à partir de 1926 apparurent les premiers billets et pièces avec la mention en belga en plus de celle exprimée en francs. 1 belga = 5 francs.
La convention du 23 mai 1935 (Union économique belgo-luxembourgeoise) entre le Royaume de Belgique et le Grand-duché de Luxembourg a défini une association monétaire entre les deux pays, officialisant une situation de fait depuis le traité d'union économique de 1921 : une parité de un pour un entre les deux monnaies et une libre circulation du franc belge au Luxembourg, le franc luxembourgeois devenant une monnaie d'appoint. Pendant la Seconde Guerre mondiale (1940-1945), l'occupant allemand impose à nouveau l'utilisation du mark allemand parallèlement à la monnaie belge. Il suspend le privilège d'émission de billets de la Banque nationale au profit d'une nouvelle Banque d'émission à Bruxelles tandis que les pièces de monnaie en zinc réapparaissent à partir de 1941 (type Rau, type Jespers).

#### Après-guerre
Lors de la « libération » de la Belgique, en 1944, les Alliés avaient imprimé des billets et frappé des pièces en acier galvanisé (2 francs) type « libération ». Le gouvernement belge en exil avait, quant à lui, pris les dispositions nécessaires pour éviter l'inflation telle que celle connue en 1918 (loi Gutt). Pendant la régence du prince Charles, la moindre référence à la maison royale disparaît des pièces de monnaie : les pièces en cupronickel avec le buste de Cérès commencent à circuler.
Dans la période qui suit la guerre, la Belgique adhère au nouvel ordre monétaire international, ou  système monétaire international, qui dans les années 1970 voient se créer successivement le serpent puis le système monétaire européen. 

#### Serpent et système monétaire européen
À partir de 1972, le franc belge évolue dans le serpent monétaire européen, puis en 1979 dans le système monétaire européen érigé autour de la France et de l'Allemagne. Après quelques sérieuses difficultés rencontrées lors des crises pétrolières, le premier choc pétrolier et le second choc pétrolier, le franc belge sera ensuite mis sous pression ans les années 1980.

#### Dévaluation de février 1982 et groupe de Poupehan
Le franc belge subit la dévaluation de février 1982, perçue comme un «coup d'État», un putsch de Wilfried Martens et de quelques proches, alors que Jean Godeaux, déclare le 18 février 1982 qu'il "rejette toute dévaluation du franc", dans une interview accordée au quotidien économique belge L'Echo.
Quatre hommes appelés les "quatre du groupe de Poupehan" car tous les quatre "conscients de l’état catastrophique de l’économie belge", se mirent d'accord au cours du week-end du 22 février 1982 pour dévaluer le franc belge de 8,5 % par rapport au deutsche mark, "en dehors de tout cadre institutionnel" et surtout "contre l’avis du gouverneur de la Banque nationale de Belgique. Tous les quatre ont "testé les mesures socio-économiques d'accompagnement" en prévision d'un "un véritable choc" économique et politique et Fons Verplaetse utilise secrètement des données de l'ordinateur de la Banque nationale de Belgique pour effectuer les simulations macroéconomiques. Le journaliste journaliste d'investigation Hugo De Ridder a révélé en 1991 l'existence de ces discussions secrètes à Poupehan.
Cette dévaluation du franc belge a pour inconvénient de renchérir l’inflation des importations libellées dans une devise étrangère, d'où la nécessité de contrôler les prix et donc l'accompagner de l’application de mesures annexes, comme un blocage des prix et des salaires, pour "empêcher une poussée d’inflation". 
La situation économique belge est alors marquée par un taux de chômage proche des 10%, une balance des paiements largement dans le rouge et un déficit budgétaire approchant les 15%.
Les autorités luxembourgeoises sont alors "tenues à l’écart des discussions malgré la liaison des francs belge et luxembourgeois". Fons Verplaetse, futur gouverneur de la Banque nationale (BNB), reçoit Wilfried Martens, premier ministre depuis 1979, à la tête d'une coalition de sociaux-chrétiens et de libéraux, dans sa maison de vacances du village de Poupehan où il est surnommé le « banquier de là-haut », pour ce qui sera perçu comme une "collusion secrète entre CSC et CVP", le syndicat des salariés chrétiens et le parti flamand chrétien. La presse parle du scandale des « quatre du discussions secrètes de Poupehan » quand elle révèle ces réunions secrètes tenues dès 1982 entre Jef Houthuys, président de la Confédération belge des syndicats chrétiens (CSC), le Premier ministre Wilfried Martens, son chef de cabinet adjoint Fons Verplaetse, et le banquier Hubert Detremmerie, pour piloter l'imprévue dévaluation du franc belge,.
Les "quatre du groupe de Poupehan" seront ensuite perçus par l'historiographie comme un groupuscule qui a "pendant quelques années, décidé en secret du devenir de la Belgique", pays qui dans les années 1980 connait une certaine instabilité, avec dix gouvernements se succédant, menant  une politique libérale, au cours de la décennie, dont neuf présidés par Wilfried Martens en alternant partenaires socialistes et libéraux.

#### Années 1990 et euro
Par la suite, le franc belge se redresse et est lié, en tant que monnaie forte, au mark allemand en 1990. En 1991, le sommet de Maastricht fixe les conditions d'accès à l'union monétaire européenne.
Le franc belge devient une subdivision de la nouvelle monnaie européenne, l'euro, dès le 1er janvier 1999, à raison de 1 EUR = 40,339 9 BEF. 
Les billets et les pièces en francs belges devaient perdre leur cours légal le 1er juin 2002 mais vu l'engouement de la population pour l'euro, le gouvernement décida d'avancer cette date au 1er mars. À partir de cette date, l'euro devient la seule monnaie acceptée en Belgique.

## Les billets de banque belges

### Dernière série
Les billets belges étaient à la pointe du progrès pour lutter contre la contrefaçon (le relief de certaines zones, le fil de sécurité, le filigrane, l'image cachée…) et ont largement inspiré la conception technique des billets en euro[réf. nécessaire]. De plus, sur chaque billet figurait un code en relief qui permettait d'identifier sa valeur au toucher. Depuis le 1er janvier 2002, les billets sont échangeables contre des euros auprès de la Banque nationale de Belgique comme c'est d'ailleurs le cas pour les billets émis par la Banque nationale après 1944 ainsi que pour quelques billets libellés en Franc-Belga de plus de 100 francs. La possibilité d'échanger les billets est illimitée dans le temps.
| Image du recto | Image du verso | Dénomination  | Couleur dominante | Dimensions  | Recto | Verso |
| -------------- | -------------- | ------------- | ----------------- | ----------- | --- | --- |
|                |                | 100 francs    | Rouge             | 139 × 76 mm | 100 - HONDERD FRANK - James Ensor - masques de théâtre - NATIONALE BANK VAN BELGIE                                        | 100 - CENT FRANCS - HUNDERT FRANKEN - Les Bains à Ostende - BANQUE NATIONALE DE BELGIQUE - BELGISCHE NATIONALBANK                                   |
|                |                | 200 francs    | Jaune             | 144 × 76 mm | 200 - DEUX CENTS FRANCS - Adolphe Sax - Saxophone et notes de musiques - BANQUE NATIONALE DE BELGIQUE                     | 200 - TWEEHONDERD FRANK - ZWEIHUNDERT FRANKEN - Musiciens jouant du saxophone - NATIONALE BANK VAN BELGIE - BELGISCHE NATIONALBANK                  |
|                |                | 500 francs    | Bleu              | 149 × 76 mm | 500 - CINQ CENTS FRANCS - René Magritte - Arbres et feuilles - BANQUE NATIONALE DE BELGIQUE                               | 500 - VIJFHONDERD FRANK - FÜNFHUNDERT FRANKEN - Le Fils de l'ombre de Magritte - NATIONALE BANK VAN BELGIE - BELGISCHE NATIONALBANK                 |
|                |                | 1 000 francs  | Marron            | 154 × 76 mm | 1000 - DUIZEND FRANK - Constant Permeke - NATIONALE BANK VAN BELGIE                                                       | 1000 - MILLE FRANCS - TAUSEND FRANKEN - BANQUE NATIONALE DE BELGIQUE - BELGISCHE NATIONALBANK                                                       |
|                |                | 2 000 francs  | Violet            | 159 × 76 mm | 2000 - TWEEDUIZEND FRANK - Victor Horta - NATIONALE BANK VAN BELGIE                                                       | 2000 - DEUX MILLE FRANCS - ZWEITAUSEND FRANKEN - Éléments architectiques de la Maison Horta - BANQUE NATIONALE DE BELGIQUE - BELGISCHE NATIONALBANK |
|                |                | 10 000 francs | Gris              | 169 × 76 mm | 10000 - DIX MILLE FRANCS - Albert II et Paola de Belgique - Carte de Belgique et hémicycle - BANQUE NATIONALE DE BELGIQUE | 10000 - TIENDUIZEND FRANK - ZEHNTAUSEND FRANKEN - NATIONALE BANK VAN BELGIE - BELGISCHE NATIONALBANK                                                |

### Anciennes séries de billets
- La série de billets en Belga
  - Le billet de 50 BEF - 10 belga
  - Le billet de 100 BEF - 20 belga
  - Le billet de 500 BEF - 100 belga
  - Le billet de 1 000 BEF - 200 belga

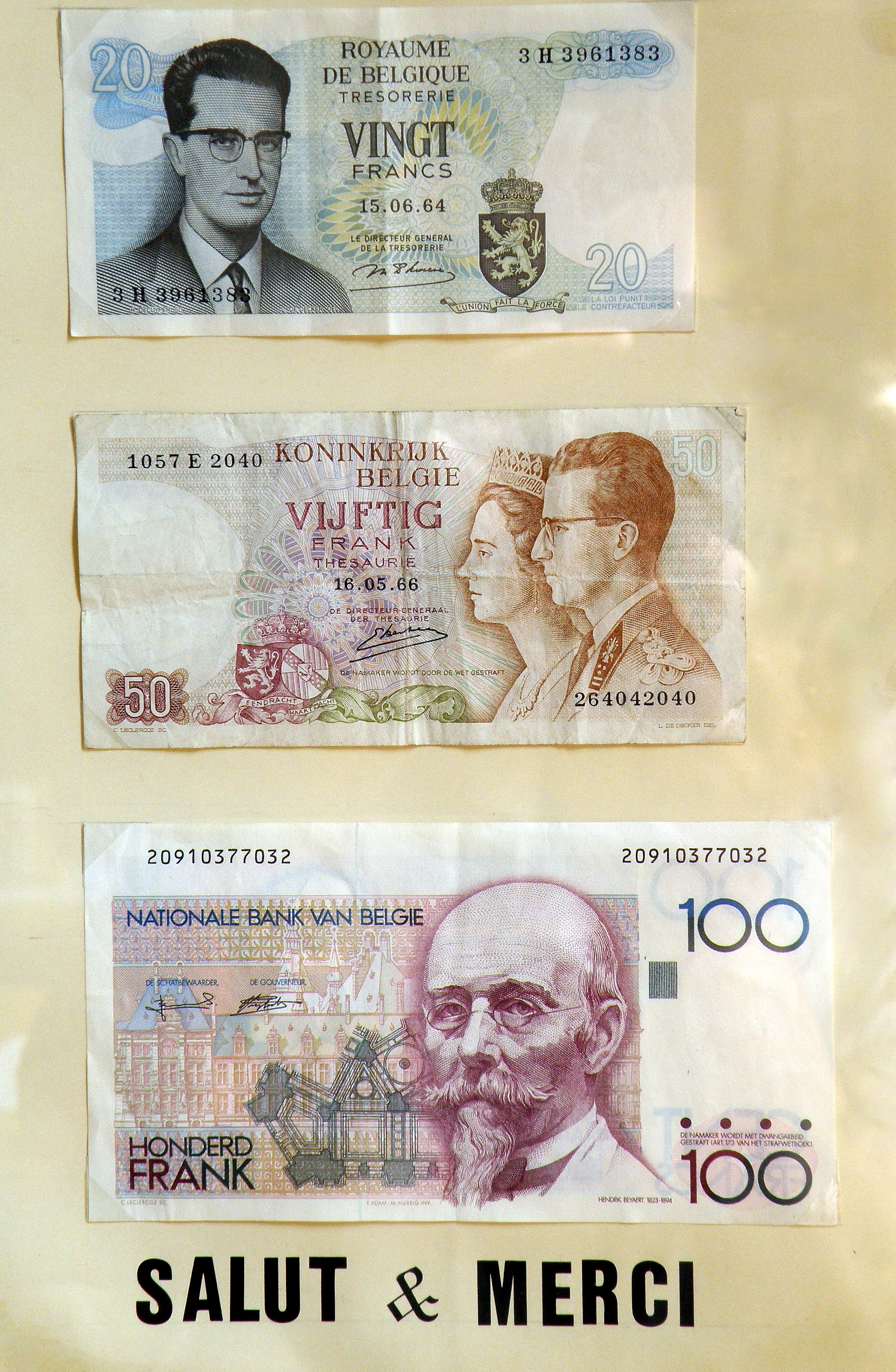
Billets de 20, 50 et 100 francs belges (en cours à partir de la fin des années 1970).

- La série de billets - type Dynastie
  - Le billet de 100 BEF le roi Léopold Ier
  - Le billet de 500 BEF le roi Léopold II
  - Le billet de 1 000 BEF le roi Albert Ier
- La série de billets - type Centenaire
  - Le billet de 100 BEF le roi Léopold Ier
  - Le billet de 500 BEF le roi Léopold II
  - Le billet de 1 000 BEF le roi Albert Ier
- La série de billets 
  - Le billet de 100 BEF l'artiste liégeois Lambert Lombard
  - Le billet de 500 BEF le peintre Bernard van Orley
  - Le billet de 1 000 BEF le géographe Gerardus Mercator
  - Le billet de 5 000 BEF le médecin André Vésale
- La série de billets 
  - Les billets de trésorerie (ci-contre à droite)
    - Le billet de 20 BEF le roi Baudouin
    - Le billet de 50 BEF Baudouin et Fabiola

  - Billets émis par la Banque nationale de Belgique
    - Le billet de 100 BEF l'architecte Henri Beyaert (ci-contre à droite)
    - Le billet de 500 BEF le peintre Constantin Meunier
    - Le billet de 1 000 BEF le compositeur André Grétry
    - Le billet de 5 000 BEF le poète Guido Gezelle
    - Le billet de 10 000 BEF le roi Baudouin Ier et Fabiola

## Annexe